# Esaias Tegnér
Esaias Tegnér (Kyrkerud, 13 novembre 1782 – Ostrabo, 2 novembre 1846) è stato un poeta e vescovo luterano svedese.

## Biografia
Si laureò a Lund dove divenne assistente di estetica e, nel 1812, professore di filosofia greca. Argomento delle numerose poesie giovanili sono l'esaltazione della pace, dell'umanità, la riflessione sull'idealismo kantiano, oppure soggetti storici e politici, come ad esempio Svea, che nel 1811 gli meritò il premio dell'Accademia Svedese.
Avvicinatosi alla poetica romantica, soprattutto per l'influsso di Adam Oehlenschlager, pubblicò alcune liriche sulla rivista goticista Iduna. L'opera che lo rese famoso è però La saga di Frithiof del 1825, un ciclo di romanze ambientate nell'antico mondo nordico, di cui Tegnér rivive e descrive la vita e le passioni con intensità di sentimento e rara perfezione formale.
Divenuto vescovo di Växjö nel 1824, si dedicò con zelo all'attività pastorale rivelandosi oratore di doti eccezionali: sono di questo periodo, turbato già da continue crisi di umore che preludono alla malattia mentale che lo colpirà nel 1840, alcune delle sue liriche più belle, come La malinconia e Il morto.